# کوین شیداوئر
کوین شیداوئر (انگلیسی: Kevin Scheidhauer؛ زادهٔ ۱۳ فوریهٔ ۱۹۹۲) بازیکن فوتبال اهل آلمان است.
از باشگاه‌هایی که در آن بازی کرده‌است می‌توان به باشگاه فوتبال دویسبورگ، باشگاه فوتبال بوخوم، و باشگاه فوتبال وولفسبورگ اشاره کرد.
وی همچنین در تیم‌های ملی فوتبال جوانان آلمان، جوانان آلمان، و جوانان آلمان بازی کرده‌است.